# Kettingspanner

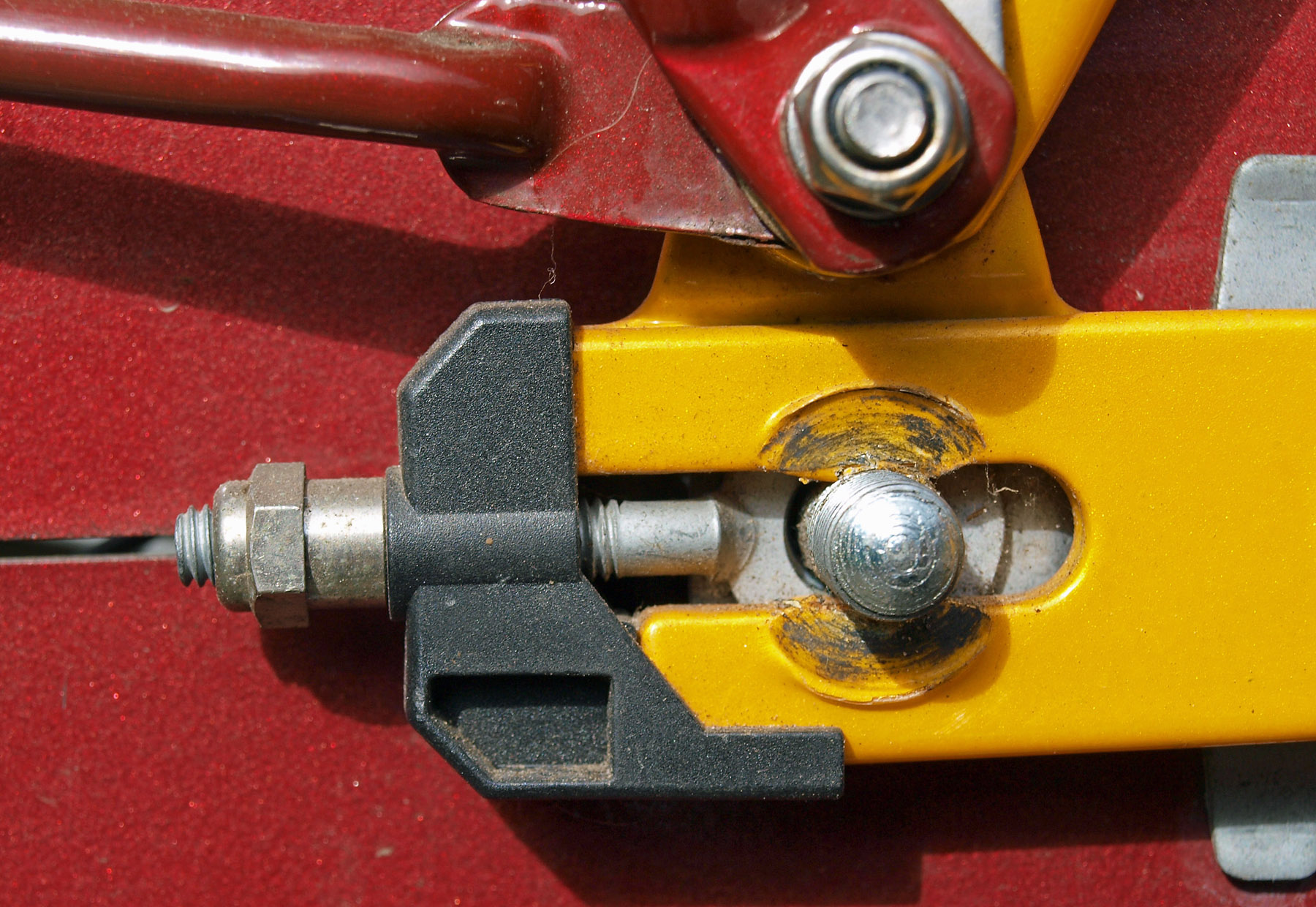
Rechtse kettingspanner (zonder asmoer)

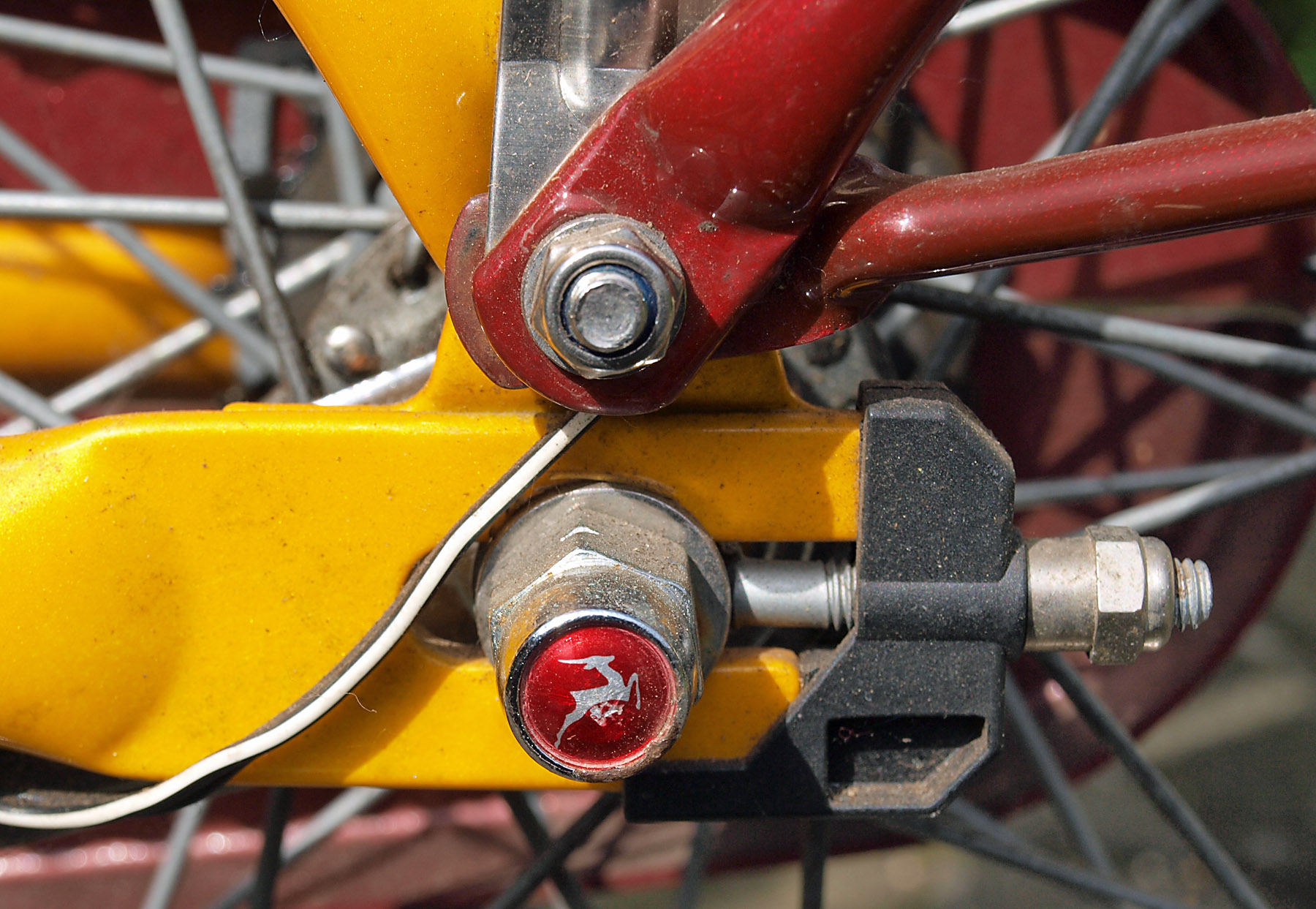
Linkse kettingspanner (met asmoer)

Een kettingspanner is een onderdeel bij tweewielers, met name fietsen. Er zijn twee kettingspanners, een aan de linker- en een aan de rechterkant van de achteras. De kettingspanners hebben de volgende functies:
- De ketting instellen op de juiste spanning, niet te strak en niet te los. Door aan de moer te draaien schuift de achteras naar achter en wordt de ketting strakker.
- De achteras in de ingestelde positie vasthouden, ook als de fietser krachtig trapt.
- Het wiel recht in de vork zetten, door de twee kettingspanners apart aan te draaien.

Door slijtage wordt de ketting langer. Daardoor is het geregeld nodig de kettingspanners bij te regelen.
Er zijn verschillende soorten kettingspanners. Kettingspanners kennen tevens toepassing bij bepaalde bromfietsen.
Voor de fiets is een veelgebruikte kettingspanner er een die bestaat uit een ring waaraan een draadeind zit, een kapje en een moer. De ring is dan aan de achteras bevestigd zodanig dat het draadeind ervan in het pad (uitvalgedeelte) van de achtervork valt. Op het draadeind zit vervolgens het kapje met de moer. Met het aandraaien van deze moer wordt de as van het achterwiel naar achteren in het pad getrokken zodat de ketting minder slap komt te staan. In deze veelgebruikte vorm heeft de fiets twee kettingspanners, namelijk aan beide kanten van de achteras en daardoor kan tevens het achterwiel recht in de achtervork worden gericht, zodat de fiets spoort, dat wil zeggen dat voor- en achterwiel in een lijn staan en met 'losse handen' kan worden gereden zonder dat correcties op de rijrichting behoeven te worden gegeven. De aangedraaide asmoeren houden het achterwiel uiteindelijk bij gebruik op zijn plaats.

## Geen kettingspanner
- Een fiets met derailleur heeft geen kettingspanner. De derailleur houdt de ketting op spanning.
- Een andere mogelijkheid om in plaats van een kettingspanner de kettingspanning te regelen, is met een excentrische trapas.
- Een baanfiets heeft gewoonlijk geen kettingspanners. De ketting en het frame zijn op maat gemaakt en de ketting wordt vervangen als hij door slijtage te lang wordt.